# Gbon
Gbon  è una città, sottoprefettura e comune della Costa d'Avorio, situata nel dipartimento di Kouto. Conta una popolazione di 25 427 abitanti (censimento 2014).